# Campeonato Polonês de Futebol
A Ekstraklasa, nomeado PKO Bank Polski Ekstraklasa desde a temporada 2019-20, é a principal divisão do sistema de ligas de futebol de Polónia.
É disputada por 18 clubes, operando um sistema de acesso e descenso com a I Liga. Os clubes jogam um total de 34 partidas cada, totalizando 306 partidas na temporada. O vencedor da Ekstraklasa se qualifica para a Supercopa da Polônia.
A Ekstraklasa (antiga I Liga) foi oficialmente fundada em 1926 em Varsóvia, desde 1º de março de 1927 como Liga Piłki Nożnej, mas a Associação Polonesa de Futebol existe desde 20 de dezembro de 1919, um ano depois da independência da Polônia em 1918.

## Regulamento

### Temporada Regular
Na temporada regular os clubes disputam 30 partidas cada no clássico formato de partidas em casa e fora. Após a 30.ª rodada, a liga é dividida em 2 grupos com 8 equipes cada, e os pontos dos clubes são divididos pela metade.

### Temporada Final
Após o término da temporada regular, os 8 clubes mais bem colocados são classificados para o grupo A para disputar o título da liga e qualificação para os campeonatos europeus. Em contrapartida, os times que terminaram a temporada regular em 9.º-16.º disputam contra o rebaixamento no grupo B.  A partir da temporada 2020-21, haverá apenas 30 rodadas sem a temporada final.

### Qualificação e Rebaixamento
O clube campeão da Ekstraklasa se qualifica para a 2.ª pré-eliminatórias da Liga dos Campeões da UEFA, além de uma vaga para a disputa da Supercopa da Polônia. Os segundo e terceiro colocados se qualificam para Liga Europa da UEFA, obtendo uma vaga para a 2.º pré-eliminatória e para a 1.ª pré-eliminatória respectivamente.
Até a temporada 2019-2020, os três piores clubes da liga eram rebaixados para a I Liga.

## Campeões da Polónia
| Edição    | Campeão (n° de títulos) | Vice-campeões | Terceiro lugar |
| --------- | --- | --- | --- |
| 1920      | Abandonado por causa da Guerra Polaco-Soviética.                                                                             | Abandonado por causa da Guerra Polaco-Soviética.                                                                             | Abandonado por causa da Guerra Polaco-Soviética.                                                                             |
| 1921      | Cracovia | Polonia Warszawa | Warta Poznań |
| 1922      | Pogoń Lwów | Warta Poznań | Cracovia e ŁKS Łódź |
| 1923      | Pogoń Lwów (2) | Wisła Kraków | Polonia Warszawa e Warta Poznań                                                                                              |
| 1924      | Sem edição devido aos Jogos Olímpicos de Verão de 1924 em Paris.                                                             | Sem edição devido aos Jogos Olímpicos de Verão de 1924 em Paris.                                                             | Sem edição devido aos Jogos Olímpicos de Verão de 1924 em Paris.                                                             |
| 1925      | Pogoń Lwów (3) | Warta Poznań | Wisła Kraków |
| 1926      | Pogoń Lwów (4) | Polonia Warszawa | Warta Poznań |
| 1927      | Wisła Kraków | 1. FC Katowice | Warta Poznań |
| 1928      | Wisła Kraków (2) | Warta Poznań | Legia Warszawa |
| 1929      | Warta Poznań | Garbarnia Kraków | Wisła Kraków |
| 1930      | Cracovia (2) | Wisła Kraków | Legia Warszawa |
| 1931      | Garbarnia Kraków | Wisła Kraków | Legia Warszawa |
| 1932      | Cracovia (3) | Pogoń Lwów | Warta Poznań |
| 1933      | Ruch Wielkie Hajduki | Pogoń Lwów | Wisła Kraków |
| 1934      | Ruch Wielkie Hajduki (2) | Cracovia | Wisła Kraków |
| 1935      | Ruch Wielkie Hajduki (3) | Pogoń Lwów | Warta Poznań |
| 1936      | Ruch Wielkie Hajduki (4) | Wisła Kraków | Warta Poznań |
| 1937      | Cracovia (4) | AKS Chorzów | Ruch Wielkie Hajduki |
| 1938      | Ruch Wielkie Hajduki (5) | Warta Poznań | Wisła Kraków |
| 1939      | Abandonada por causa da Segunda Guerra Mundial,no fim Ruch Wielkie Hajdukiestava em 1º, Wisła Kraków em 2º, e Pogoń Lwów 3º. | Abandonada por causa da Segunda Guerra Mundial,no fim Ruch Wielkie Hajdukiestava em 1º, Wisła Kraków em 2º, e Pogoń Lwów 3º. | Abandonada por causa da Segunda Guerra Mundial,no fim Ruch Wielkie Hajdukiestava em 1º, Wisła Kraków em 2º, e Pogoń Lwów 3º. |
| 1940–45   | Não ocorreu devido à Segunda Guerra Mundial.                                                                                 | Não ocorreu devido à Segunda Guerra Mundial.                                                                                 | Não ocorreu devido à Segunda Guerra Mundial.                                                                                 |
| 1946      | Polonia Warszawa | Warta Poznań | AKS Chorzów |
| 1947      | Warta Poznań (2) | Wisła Kraków | AKS Chorzów |
| 1948      | Cracovia (5) | Wisła Kraków | Ruch Chorzów |
| 1949      | Gwardia Kraków (3) | Ogniwo Kraków | Kolejarz Poznań |
| 1950      | Gwardia Kraków (4) | Unia Chorzów | Kolejarz Poznań |
| 1951      | Unia Chorzów (6) | Gwardia Kraków | Budowlani Chorzów e Kolejarz Warszawa                                                                                        |
| 1952      | Unia Chorzów (7) | Ogniwo Bytom | Ogniwo Kraków |
| 1953      | Unia Chorzów (8) | en:Wawel Kraków | Wisła Kraków |
| 1954      | Ogniwo Bytom | ŁKS-Włókniarz Łódź | Unia Chorzów |
| 1955      | CWKS Warszawa | Stal Sosnowiec | Unia-Ruch Chorzów |
| 1956      | CWKS Warszawa (2) | Ruch Chorzów | Lechia Gdańsk |
| 1957      | Górnik Zabrze | Gwardia Warszawa | ŁKS Łódź |
| 1958      | ŁKS Łódź | Polonia Bytom | Górnik Zabrze |
| 1959      | Górnik Zabrze (2) | Polonia Bytom | Gwardia Warszawa |
| 1960      | Ruch Chorzów (9) | Legia Warszawa | Górnik Zabrze |
| 1961      | Górnik Zabrze (3) | Polonia Bytom | Legia Warszawa |
| 1962      | Polonia Bytom (2) | Górnik Zabrze | Zagłębie Sosnowiec |
| 1962–63   | Górnik Zabrze (4) | Ruch Chorzów | Zagłębie Sosnowiec |
| 1963–64   | Górnik Zabrze (5) | Zagłębie Sosnowiec | Odra Opole |
| 1964–65   | Górnik Zabrze (6) | Szombierki Bytom | Zagłębie Sosnowiec |
| 1965–66   | Górnik Zabrze (7) | Wisła Kraków | Polonia Bytom |
| 1966–67   | Górnik Zabrze (8) | Zagłębie Sosnowiec | Ruch Chorzów |
| 1967–68   | Ruch Chorzów (10) | Legia Warszawa | Górnik Zabrze |
| 1968–69   | Legia Warszawa (3) | Górnik Zabrze | Polonia Bytom |
| 1969–70   | Legia Warszawa (4) | Ruch Chorzów | Górnik Zabrze |
| 1970–71   | Górnik Zabrze (9) | Legia Warszawa | Zagłębie Wałbrzych |
| 1971–72   | Górnik Zabrze (10) | Zagłębie Sosnowiec | Legia Warszawa |
| 1972–73   | Stal Mielec | Ruch Chorzów | Gwardia Warszawa |
| 1973–74   | Ruch Chorzów (11) | Górnik Zabrze | Stal Mielec |
| 1974–75   | Ruch Chorzów (12) | Stal Mielec | Śląsk Wrocław |
| 1975–76   | Stal Mielec (2) | GKS Tychy | Wisła Kraków |
| 1976–77   | Śląsk Wrocław | Widzew Łódź | Górnik Zabrze |
| 1977–78   | Wisła Kraków (5) | Śląsk Wrocław | Lech Poznań |
| 1978–79   | Ruch Chorzów (13) | Widzew Łódź | Stal Mielec |
| 1979–80   | Szombierki Bytom | Widzew Łódź | Legia Warszawa |
| 1980–81   | Widzew Łódź | Wisła Kraków | Szombierki Bytom |
| 1981–82   | Widzew Łódź (2) | Śląsk Wrocław | Stal Mielec |
| 1982–83   | Lech Poznań | Widzew Łódź | Ruch Chorzów |
| 1983–84   | Lech Poznań (2) | Widzew Łódź | Pogoń Szczecin |
| 1984–85   | Górnik Zabrze (11) | Legia Warszawa | Widzew Łódź |
| 1985–86   | Górnik Zabrze (12) | Legia Warszawa | Widzew Łódź |
| 1986–87   | Górnik Zabrze (13) | Pogoń Szczecin | GKS Katowice |
| 1987–88   | Górnik Zabrze (14) | GKS Katowice | Legia Warszawa |
| 1988–89   | Ruch Chorzów (14) | GKS Katowice | Górnik Zabrze |
| 1989–90   | Lech Poznań (3) | Zagłębie Lubin | GKS Katowice |
| 1990–91   | Zagłębie Lubin | Górnik Zabrze | Wisła Kraków |
| 1991–92   | Lech Poznań (4) | GKS Katowice | Widzew Łódź |
| 1992–93   | Lech Poznań (5) | Legia Warszawa | ŁKS Łódź |
| 1993–94   | Legia Warszawa (5) | GKS Katowice | Górnik Zabrze |
| 1994–95   | Legia Warszawa (6) | Widzew Łódź | GKS Katowice |
| 1995–96   | Widzew Łódź (3) | Legia Warszawa | Hutnik Kraków |
| 1996–97   | Widzew Łódź (4) | Legia Warszawa | Odra Wodzisław Śląski |
| 1997–98   | ŁKS Łódź (2) | Polonia Warszawa | Wisła Kraków |
| 1998–99   | Wisła Kraków (6) | Widzew Łódź | Legia Warszawa |
| 1999–2000 | Polonia Warszawa (2) | Wisła Kraków | Ruch Chorzów |
| 2000–01   | Wisła Kraków (7) | Pogoń Szczecin | Legia Warszawa |
| 2001–02   | Legia Warszawa (7) | Wisła Kraków | Amica Wronki |
| 2002–03   | Wisła Kraków (8) | Dyskobolia Grodzisk Wielkopolski                                                                                             | GKS Katowice |
| 2003–04   | Wisła Kraków (9) | Legia Warszawa | Amica Wronki |
| 2004–05   | Wisła Kraków (10) | Dyskobolia Grodzisk Wielkopolski                                                                                             | Legia Warszawa |
| 2005–06   | Legia Warszawa (8) | Wisła Kraków | Zagłębie Lubin |
| 2006–07   | Zagłębie Lubin (2) | GKS Bełchatów | Legia Warszawa |
| 2007–08   | Wisła Kraków (11) | Legia Warszawa | Dyskobolia Grodzisk Wielkopolski                                                                                             |
| 2008–09   | Wisła Kraków (12) | Legia Warszawa | Lech Poznań |
| 2009–10   | Lech Poznań (6) | Wisła Kraków | Ruch Chorzów |
| 2010–11   | Wisła Kraków (13) | Śląsk Wrocław | Legia Warszawa |
| 2011–12   | Śląsk Wrocław (2) | Ruch Chorzów | Legia Warszawa |
| 2012–13   | Legia Warszawa (9) | Lech Poznań | Śląsk Wrocław |
| 2013–14   | Legia Warszawa (10) | Lech Poznań | Ruch Chorzów |
| 2014–15   | Lech Poznań (7) | Legia Warsaw | Jagiellonia Białystok |
| 2015–16   | Legia Warszawa (11) | Piast Gliwice | Zagłębie Lubin |
| 2016–17   | Legia Warszawa (12) | Jagiellonia Białystok | Lech Poznań |
| 2017–18   | Legia Warszawa (13) | Jagiellonia Białystok | Lech Poznań |
| 2018–19   | Piast Gliwice | Legia Warsaw | Lechia Gdańsk |
| 2019–20   | Legia Warszawa (14) | Lech Poznań | Piast Gliwice |
| 2020–21   | Legia Warszawa (15) | Raków Częstochowa | Pogoń Szczecin |
| 2021–22   | Lech Poznań (8) | Raków Częstochowa | Pogoń Szczecin |
| 2022–23   | Raków Częstochowa (1) | Legia Warszawa | Lech Poznań |
| 2023–24   | Jagiellonia Białystok (1) | Śląsk Wrocław | Legia Warszawa |
| 2024–25   | Lech Poznań (9) | Raków Częstochowa | Jagiellonia Białystok |

## Títulos por clubes
Oito clubes tem pelo menos quatro títulos de campeão da Polônia, mas desses apenas seis foram campeões a partir de 1949, cinco entre todos os clubes obtiveram conquistas no Século XXI, apenas três por mais de uma vez nesse século.
| Clubes                | Vezes Campeão | Ano Campeão                                                                                 |
| --------------------- | ------------- | ------------------------------------------------------------------------------------------- |
| Legia Warszawa        | 15            | 1955, 1956, 1969, 1970, 1994, 1995, 2002, 2006, 2013, 2014, 2016, 2017, 2018, 2020, 2020–21 |
| Górnik Zabrze         | 14            | 1957, 1959, 1961, 1963, 1964, 1965, 1966, 1967, 1971, 1972, 1985, 1986, 1987, 1988          |
| Ruch Chorzów          | 14            | 1933, 1934, 1935, 1936, 1938, 1951 1952, 1953, 1960, 1968, 1974, 1975, 1979, 1989           |
| Wisła Kraków          | 14            | 1927, 1928, 1949, 1950, 1951, 1978, 1999, 2001, 2003, 2004, 2005, 2008, 2009, 2011          |
| Lech Poznań           | 9             | 1983, 1984, 1990, 1992, 1993, 2010, 2015, 2022, 2025                                        |
| Cracovia              | 5             | 1921,1930, 1932, 1937, 1948                                                                 |
| Pogoń Lwów            | 4             | 1922, 1923, 1925, 1926                                                                      |
| Widzew Łódź           | 4             | 1981, 1982, 1996, 1997                                                                      |
| ŁKS Łódź              | 2             | 1958, 1998                                                                                  |
| Polonia Bytom         | 2             | 1954, 1962                                                                                  |
| Śląsk Wrocław         | 2             | 1977, 2012                                                                                  |
| Stal Mielec           | 2             | 1973, 1976                                                                                  |
| Zagłębie Lubin        | 2             | 1991, 2007                                                                                  |
| Garbarnia Kraków      | 1             | 1931                                                                                        |
| Jagiellonia Białystok | 1             | 2024                                                                                        |
| Piast Gliwice         | 1             | 2019                                                                                        |
| Polonia Warszawa      | 1             | 2000                                                                                        |
| Raków Częstochowa     | 1             | 2023                                                                                        |
| Szombierki Bytom      | 1             | 1980                                                                                        |
| Warta Poznań          | 1             | 1929                                                                                        |

Itálico significa que o time não existe mais.